# Okshoofd
Een okshoofd (ouderwets: oxhoofd en ochsehoofd) is een inhoudsmaat in de vorm van een groot vat, dat vroeger voor wijn en sterkedrank gebruikt werd. De maat wordt echter ook gebruikt voor azijn, bier, tabak en suiker.
Een okshoofd bevatte zes ankers, terwijl in sommige steden het okshoofd werd verdeeld in 1½ aam. Als begrip is het woord 'okshoofd' in de vergetelheid geraakt na de invoering van het Nederlands metriek stelsel in 1816. Als eigennaam wordt het wel gebruikt voor horecagelegenheden en alcoholische dranken.
De Engelse naam voor een okshoofd is hogshead, zwijnskop. In Engeland werd de inhoudsmaat voor het eerst gestandaardiseerd in 1423, door een act of Parliament. Een hogshead wijn bevatte 2 barrels en 63 gallon. Een hogshead bier bevatte 3 barrels en 48 gallons. Voor cider, olie, en andere vloeistoffen waren er nog andere verhoudingen. In het Frans heet een okshoofd barrique, of pièce. Het Franse okshoofd varieerde tussen 216 en 232 liter, afhankelijk van het gebied in Frankrijk waar de wijn vandaan kwam. 

## Etymologie
Als verklaring voor het woord wordt soms genoemd dat het vat zo groot was, dat er een ossenkop in paste. Deze verklaring lijkt echter onwaarschijnlijk. Een bron uit 1844 geeft aan dat "Waarschijnlijk werden vroeger de wijnvaten om de eene of andere reden, met eenen ossekop geteekend, van waar zij dezen naam bekwamen."

## In taal en cultuur
- Er bestaat een spreekwoord Men kan geen reine wijn uit een onrein okshoofd tappen.
- A.C.W. Staring (1767-1840) maakte een puntdicht op Jop Gil:

De Methodist, Jop Gil, stond op een vat te preken:
Hij blaakt, dat hij een ziel Voor Wesleys hemel winn',
En stampt van drift; maar, ach, twee hoepels zijn geweken –
De bodem zakt - hij schiet het okshoofd in!
's Mans laatste woord werd middendoor gebroken;
Zijn rede niet! Jop hield den leidraad vast,
En 't geen hij boven, tot verklaring, heeft gesproken,
Wordt straks beneên, door 't bomgat, toegepast.